# Élection présidentielle nigériane de 2015
L'élection présidentielle nigériane de 2015 se déroule les 28 et 29 mars 2015 en même temps que les élections législatives nigérianes de 2015 afin d'élire le président et le vice-président du Nigeria.
Le scrutin est remporté par  Muhammadu Buhari, du Congrès des progressistes, provoquant ainsi une alternance politique au détriment du Parti démocratique populaire du président sortant Goodluck Jonathan.

## Contexte
Le 7 février 2015, la Commission électorale nationale indépendante décide de reporter l'élection présidentielle et les élections législatives du 14 février au 28 mars 2015,.
En raison de problèmes techniques dans certaines régions, le scrutin est prolongé au 29 mars.

## Mode de scrutin
Le président du Nigeria est élu selon une variante en trois tours du scrutin uninominal majoritaire pour un mandat de quatre ans, renouvelable une seule fois. Est ainsi élu au premier tour le candidat ayant recueilli la majorité relative des suffrages exprimés au niveau national et plus de 25 % dans au moins 24 des 36 États du pays. À défaut, un second tour est organisé entre le candidat arrivé en tête et celui ayant obtenu la majorité relative dans le plus grand nombre d'États, ou, en cas d'égalité de nombre d'États entre plusieurs de ces candidats, celui d'entre eux ayant obtenu le plus de voix. Pour l'emporter, un candidat doit toujours réunir la majorité relative au niveau national et plus de 25 % des voix dans au moins 24 États. Si aucun des deux n'y parvient, un troisième tour est organisé entre les deux candidats. Celui qui recueille le plus de suffrages au troisième tour est alors déclaré élu,.
Les candidats doivent être de nationalité nigériane de naissance, ne pas avoir volontairement acquis une autre nationalité, être âgé d'au moins 35 ans, ne pas avoir de casier judiciaire, être membre et candidat officiel d'un parti politique reconnu, et avoir suivi un cursus scolaire au minimum jusqu'à l'enseignement secondaire.
Chaque candidat se présente avec un colistier, lui même candidat à la vice-présidence et membre du même parti que le candidat à la présidence. Le vice-président remplace le président en cas de vacance du pouvoir, jusqu'au terme de son mandat de quatre ans. Le nouveau président peut alors nommer un nouveau vice-président avec l'accord de chacune des deux chambres du Parlement. Dans le cas où la vacance concerne le président et le vice-président simultanément, le président du Sénat assure l'intérim avant une nouvelle élection présidentielle organisée dans les trois mois. Le président élu lors de cette élection anticipée ne l'est cependant que pour la durée restante du mandat de quatre ans de son prédécesseur.

## Principaux candidats
- Goodluck Jonathan[6]
- Muhammadu Buhari[7],[8]

## Résultats
Le 31 mars 2015, la victoire de Muhammadu Buhari est annoncée et reconnue par Goodluck Jonathan.
| Candidat                 | Candidat                 | Parti                            | Votes      | %     |
| ------------------------ | ------------------------ | -------------------------------- | ---------- | ----- |
|                          | Muhammadu Buhari         | Congrès des progressistes        | 15 424 921 | 53,96 |
|                          | Goodluck Jonathan        | Parti démocratique populaire     | 12 853 162 | 44,96 |
|                          | Adebayo Ayeni            | African Peoples Alliance         | 53 537     | 0,19  |
|                          | Ganiyu Galadima          | Allied Congress Party of Nigeria | 40 311     | 0,14  |
|                          | Sam Eke                  | Citizens Popular Party           | 36 300     | 0,13  |
|                          | Rufus Salau              | Alliance for Democracy           | 30 673     | 0,11  |
|                          | Mani Ahmad               | African Democratic Congress      | 29 666     | 0,10  |
|                          | Allagoa Chinedu          | Peoples Party of Nigeria         | 24 475     | 0,09  |
|                          | Martin Onovo             | National Conscience Party        | 24 455     | 0,09  |
|                          | Tunde Anifowose-Kelani   | Accord Alliance                  | 22 125     | 0,08  |
|                          | Chekwas Okorie           | United Progressive Party         | 18 220     | 0,06  |
|                          | Comfort Sonaiya          | KOWA Party                       | 13 076     | 0,05  |
|                          | Godson Okoye             | United Democratic Party          | 9 208      | 0,03  |
|                          | Ambrose Albert Owuru     | Hope Party                       | 7 435      | 0,03  |
|                          |                          |                                  |            |       |
| Votes valides            | Votes valides            | Votes valides                    | 28 587 564 | 97,13 |
| Votes blancs et nuls     | Votes blancs et nuls     | Votes blancs et nuls             | 844 519    | 2,87  |
| Total                    | Total                    | Total                            | 29 432 083 | 100   |
| Abstention               | Abstention               | Abstention                       | 37 989 922 | 56,35 |
| Inscrits / participation | Inscrits / participation | Inscrits / participation         | 67 422 005 | 43,65 |

## Polémique
En mai 2016, l'ancienne ministre Diezani Alison-Madueke est accusée d'avoir donné plusieurs millions de dollars à des membres de la commission électorale pour influencer le résultat de l'élection.